# Liste der Komture der Kommende in Aachen
Dieser Artikel listet die Komture der Deutschordenskommende St. Aegidius in Aachen auf.
- Thomas von Aken (1322–1330)
- Christian Sluf (1330–1338)
- Godeschalk van Aken (1338–1378)
- Mathias Bock (1379–1382)
- Godeschalk Colin (1382–1397)
- Hendrik Sluf (1397–1441)
- Hendrik Raet (1441–1481)
- Steven Schardineels (1481–1530)
- Peter Daems van Bingenroit (1530–1542)
- Johann von Cortenbach (1543–1557)
- Johann von Roide (1557–1565)
- Heinrich von Reuschenberg (1566–1567)
- Johann von Cortenbach (1567–1580)
- Heinrich von Reuschenberg (1580–1584)
- Wilhelm Frambach Bock von Lichtenberg (1584–1588)
- Heinrich Wilhelm von Holtrop (1588–1597)
- Johann von Hulsberg gen. Schaloen (1598–1623)
- Walraf von Goldstein (1631)
- Ambrosius von Virmundt zu Neersen (1643–1653)
- Johann Siger Spies von Büllesheim (1661–1671)
- Bernard von Oestrum zu Moersbergen (1667–1684)
- Ambrosius Josef van Horn (1685–1690)
- Heinrich Theobald von Goldstein (1690–1691)
- Friedrich von Renesse (1691–1697)
- Damian Hugo von Schönborn (1699–1706)
- Bertram Anton von Wachtendonk (1707–1715); Bruder des Hermann Adrian von Wachtendonk (1666–1702)
- Damian Casimir von Dalberg (1715–1717)
- Johann Josef van der Noot (1721–1729)
- Jakob Ferdinand Spies von Büllesheim (1729–1734)
- Ferdinand Damian von Sickingen (1734–1736)
- Karl Dietrich von Auffsess (1736–1744)
- Leopold von Steinen (1744–1749)
- Wenneman Arnold von Hovell zu Solde (1751–1757)
- Kaspar Anton von der Heyden gen. Belderbusch (1758–1762)
- Karl Ernst Voit von Salzburg (1762–1768)
- Franz Nikolaus von Kolff von Vettelhoven (1770–1771)
- Heinrich Romanus von Eyb zu Neudettelsau (1771–1776)
- Franz Theodor de Croix d’Heuchin (1776–1778)
- Heinrich Johann von Droste zu Hülshoff (1778–1784)
- Johann Franz von Schaesberg (1784–1792)
- Heinrich August Marschalk von Ostheim (1792–1794)
- Wilhelm Lothar von Kerpen (1794–1807)